# Natalia Guerrero
Natalia Guerrero Hernández (Irapuato, Guanajuato; 9 de septiembre de 1987) es una ex actriz mexicana de televisión, cine y teatro. Hizo su debut en el año 2011 con la película Así es la suerte, al lado de Alfonso Herrera e Irene Azuela.

## Carrera
Guerrero nació en Guanajuato, México. En 2011 se gradúa del Centro de Educación Artística de Televisa (CEA). Además del CEA, ha estudiado en otras escuelas como, "Idea" y "Casa Azul". En 2011, inicia su trayectoria como actriz en la película Así es la suerte. Luego de esta película, en 2012 participa en la telenovela Amor bravío, al lado de los protagonistas Silvia Navarro y Cristian de la Fuente y las participaciones antagónicas de César Évora y Leticia Calderón. Ese mismo año participa en la serie Miss XV, al lado de Paulina Goto, Natasha Dupeyrón, Eleazar Gómez, Yago Muñoz, Gabriela Platas y Raquel Garza.
En teatro, ha participado en obras como El Pánico, Seres Incompletos, Amor en Crimea, entre otras. Además ha participado en otros largometrajes como  1:1000 suspiros y Con el pie izquierdo. 
En el 2013, actúa en su segunda película llamada Vera, donde interpretó a una Mujer. Actuó al lado de Adriana Noriega Rodríguez. Ese mismo año, participa en la telenovela Libre para amarte, interpretando a Gina Aristizábal, donde actúa al lado de los protagonistas Gloria Trevi, Gabriel Soto y los antagonistas Luz Elena González y Harry Geithner. 
En 2014 participa en la telenovela El color de la pasión haciendo el triángulo amoroso con la pareja protagónica de Erick Elías y Esmeralda Pimentel. Ella interpreta a Daniela, una muchacha que se muere de amor por Marcelo (Elías), pero este está enamorado de Lucía (Pimentel). Actuó al lado de Helena Rojo, Claudia Ramírez, Ximena Romo, René Strickler, entre otros.
En el año 2015 participa como la antagonista principal de la telenovela La vecina, nuevamente con Esmeralda Pimentel y actuó al lado de Juan Diego Covarrubias, Javier Jattin y Alfredo Gatica. Ella interpreta a Isabel, exnovia de Antonio (Covarrubias).
En 2016 actúa en la telenovela Las amazonas, al lado de Victoria Ruffo, César Évora, Danna García y Andrés Palacios. Ella interpreta a Lisete, exesposa de Alejandro (Palacios).
Su más reciente participación fue en la telenovela El vuelo de la Victoria en 2017, nuevamente con Andrés Palacios y actuó al lado de Paulina Goto, Jorge Aravena y Mane de la Parra. Ella es Cecilia, la madre biológica de Victoria (Goto).

## Trayectoria

### Televisión
| Año       | Proyecto                | Personaje             |
| --------- | ----------------------- | --------------------- |
| 2018      | Sin miedo a la verdad   | Laura Rosales         |
| 2017      | El vuelo de la Victoria | Cecilia de Acevedo    |
| 2016      | Las amazonas            | Lisete Quiroz         |
| 2015-2016 | La vecina               | Isabel Cisneros       |
| 2014      | El color de la pasión   | Daniela Suárez Molina |
| 2013      | Libre para amarte       | Gina Aristizábal      |
| 2012      | Como dice el dicho      | Ana                   |

### Cine
| Año  | Película         | Personaje |
| ---- | ---------------- | --------- |
| 2013 | Vera             | Mujer     |
| 2012 | Así es la suerte |           |

### Teatro
| Obra              |
| ----------------- |
| El pánico         |
| Seres incompletos |
| Amor en Crimea    |